# Championnats d'Asie de boxe amateur 2017
Navigation
Édition précédente
La 29e édition des championnats d'Asie de boxe amateur s'est déroulée à Tachkent, Ouzbékistan, du 30 avril 2017 au 7 mai 2017.

## Résultats

### Podiums
| Catégories                  | Or                   | Argent                  | Bronze                                |
| Poids mi-mouches (-49 kg)   | Hasanboy Dusmatov    | Gankhuyagiin Gan-Erdene | Rogen Ladon Amit Panghal              |
| Poids mouches (-52 kg)      | Jasurbek Latipov     | Kim In-kyu              | Azamat Issakulov Dannel Maamo         |
| Poids coqs (-56 kg)         | Murodjon Akhmadaliev | Zhang Jiawei            | Han Young-hun Kairat Yeraliyev        |
| Poids légers (-60 kg)       | Elnur Abduraimov     | Shiva Thapa             | Elnur Abduraimov Daisuke Narimatsu    |
| Poids super-légers (-64 kg) | Ikboljon Kholdarov   | Baatarsükhiin Chinzorig | Nurlan Kobashev Bekdaulet Ibragimov   |
| Poids welters (-69 kg)      | Shakhram Giyasov     | Ablaikhan Zhussupov     | Byambyn Tüvshinbat Sajad Ghazim-Zadeh |
| Poids moyens (-75 kg)       | Israil Madrimov      | Lee Dong-jin            | Abilkhan Amankul Vikas Krishan Yadav  |
| Poids mi-lourds (-81 kg)    | Bektemir Melikuziev  | Erik Alzhanov           | Huang Jiabin Nuryagdy Nuryagdyev      |
| Poids lourds (-91 kg)       | Vassiliy Levit       | Sumit Sangwan           | Ala Aldih Ghossoun Dzhakhon Kurbanov  |
| Poids super-lourds (+91 kg) | Bakhodir Jalolov     | Kamshybek Kunkabayev    | Hussein Iashaish Mohamad Mulayes      |

### Tableau des médailles
| Place | Pays              | Médaille d'or, Asie | Médaille d'argent, Asie | Médaille de bronze, Asie | Total |
| ----- | ----------------- | ------------------- | ----------------------- | ------------------------ | ----- |
| 1     | Ouzbékistan       | 9                   | 0                       | 0                        | 9     |
| 2     | Kazakhstan        | 1                   | 3                       | 4                        | 8     |
| 3     | Inde              | 0                   | 2                       | 2                        | 4     |
| 3     | Mongolie          | 0                   | 2                       | 2                        | 4     |
| 5     | Corée du Sud      | 0                   | 2                       | 1                        | 3     |
| 6     | Chine             | 0                   | 1                       | 2                        | 3     |
| 7     | Philippines       | 0                   | 0                       | 2                        | 2     |
| 7     | Syrie             | 0                   | 0                       | 2                        | 2     |
| 9     | Iran              | 0                   | 0                       | 1                        | 1     |
| 9     | Jordanie          | 0                   | 0                       | 1                        | 1     |
| 9     | Kirghizistan      | 0                   | 0                       | 1                        | 1     |
| 9     | Tadjikistan       | 0                   | 0                       | 1                        | 1     |
| 9     | Turkménistan      | 0                   | 0                       | 1                        | 1     |
| Total | 14 pays médaillés | 10                  | 10                      | 10                       | 40    |